# Selichot
Selichot – żydowskie modlitwy karne i modlitwy o przebaczenie związane z Jamim Noraim i Rosz ha-Szana. Słowo to jest liczbą mnogą od Slicha (przebaczenie) i może również oznaczać książeczkę modlitewną z modlitwami selichot. Żydzi sefardyjscy odmawiają te modlitwy od 1 Elul do Rosz ha-Szana (40 dni), a Aszkenazyjczycy od ostatniego Szabatu przed Rosz ha-Szana. Dni między rozpoczęciem selichot a Nowym Rokiem żydowskim nazywane są po hebrajsku jemej selichot. Najważniejszą częścią tych modlitw jest recytacja 13 atrybutów Boga (na podstawie Księgi Wyjścia 34:6-7).